# Omer Capelle
 (mars 2015).
Si vous disposez d'ouvrages ou d'articles de référence ou si vous connaissez des sites web de qualité traitant du thème abordé ici, merci de compléter l'article en donnant les références utiles à sa vérifiabilité et en les liant à la section « Notes et références ».
Pour les articles homonymes, voir Capelle.
Omer Capelle (né le 25 juillet 1891 à Morbecque dans le département du Nord, mort le 26 mai 1966 à Villers-Faucon dans la Somme) est un homme politique français, sénateur de la Somme de 1948 à 1958.

## Biographie
Attiré dès son jeune âge par le travail de la terre, Omer Capelle se consacre après son baccalauréat à la gestion d'une exploitation agricole dans le village de Fromelles, situé dans son département natal du Nord. Mobilisé en août 1914, quelques mois seulement après son retour du service militaire, il combat, avec le 4e régiment de cuirassiers, sur l'Yser et la Somme. Son courage lui vaut une élogieuse citation lorsque, sérieusement blessé par un éclat d'obus, il refuse de se laisser évacuer pour rester au sein de son régiment. Il reçoit la Croix de Guerre, et sera plus tard décoré de la Légion d'honneur à titre militaire.
Lors du second conflit mondial, il fait preuve de la même intrépidité dans l'aide qu'il apporte aux résistants, aux prisonniers, et aux réfractaires au service du travail obligatoire. Ce constant dévouement, joint à de grands talents d'administrateur, le portent au conseil municipal de Fromelles, où il est adjoint au maire de 1927 à 1931. En 1931, il s'installe dans la Somme, à Villers-Faucon où il exploite la ferme de Sainte-Émilie.
Son caractère entreprenant en fait rapidement une personnalité de premier plan dans le milieu agricole du département ; il accède ainsi à la présidence de l'union des coopératives de céréales et d'approvisionnement de la Somme, et à la vice-présidence de l'union régionale des coopératives de céréales ; il siège également au conseil supérieur agricole, et à la caisse de crédit agricole de Péronne.
Élu au conseil municipal de Villers-Faucon en 1945, il se présente, dans la Somme, aux élections sénatoriales du 7 novembre 1948 en tête de la liste du RPF. Ayant obtenu au premier tour 372 voix sur 1 453 suffrages exprimés, il conduit au deuxième tour une liste de rassemblement, qui regroupe également deux des candidats de la liste RGR. Cette liste remporte les trois sièges à pourvoir, lui-même obtenant alors 704 voix sur 1 452 suffrages exprimés.
Au Conseil de la République, il s'inscrit au groupe du Centre républicain d'action rurale et sociale, et siège à la Commission de l'agriculture, et à celle des dommages de guerre. La plupart de ses interventions publiques portent sur les problèmes agricoles : prix de la betterave, prestations familiales agricoles, carburant agricole à prix réduit.
Facilement réélu le 18 mai 1952 à la tête de la liste d'union qui regroupe les trois sénateurs sortants - il obtient 839 voix au deuxième tour sur 1 452 suffrages exprimés - , il accède aux fonctions de vice-président de la Commission de l'agriculture, où il est reconduit jusqu'en juin 1958. Il intervient à ce titre dans plusieurs discussions budgétaires, ainsi que sur l'organisation des marchés agricoles.
Son intérêt pour la gestion de son exploitation n'en diminue pas pour autant, bien au contraire. Son souci d'alléger les pénibles contraintes du travail du sol le conduit en effet à le mécaniser et à le rationaliser le plus possible ; ainsi met-il au point plusieurs machines agricoles, dont l'une - la chargeuse « Capelle » - porte son nom. Il préside également la coopérative du Vermandois, qu'il a fondée avant-guerre, crée la sucrerie-distillerie coopérative de Roisel, et dirige les caisses de crédit agricole du Santerre. Cette forte implantation se traduit par sa facile réélection, le 8 juin 1958, où, à la tête de la même liste d'union qu'en 1952, il est réélu au premier tour par 915 voix sur 1 456 suffrages exprimés. Il est réélu en avril 1959.
Les 2 et 3 juin 1958, il avait voté pour les pleins pouvoirs, et pour la révision constitutionnelle. Les 2 et 3 juin 1958, il accorde les pleins pouvoirs au gouvernement du général de Gaulle et approuve la révision constitutionnelle. Lors de l'ultime renouvellement du Conseil de la République, le 8 juin 1958, il se présente à nouveau sous l'étiquette paysanne en tête d'une liste d'Union constituée avec les deux sénateurs sortants de la gauche démocratique Marcelle Delabie et Gilbert-Jules. Cette liste remporte au premier tour du scrutin les trois sièges à pourvoir ; Omer Capelle recueille alors 915 voix sur 1 456 suffrages exprimés. Son élection validée, il retrouve le groupe du Centre républicain d'action rurale et sociale et est nommé membre de la commission des affaires économiques et du plan le 21 janvier 1959. 
Aux élections du 26 avril 1959 pour la première Haute Assemblée de la Ve République, il occupe la première place sur une liste d'Union devant le républicain indépendant Pierre Garet, ancien ministre et député de la Quatrième, et le radical Raymond de Wazières, conseiller général et maire d'Acheux-en-Amiénois, qui sollicitent tous deux les sièges laissés vacants par Marcelle Delabie, élue à l'Assemblée nationale, et Gilbert-Jules, nommé par le président du Sénat au Conseil constitutionnel. Cette liste d'Union remporte les trois sièges à pourvoir au second tour du scrutin, Omer Capelle obtenant 839 suffrages des 1498 exprimés.
De retour au Sénat, le sénateur de la Somme retrouve la commission des affaires économiques et du plan pour siéger ensuite à la commission des affaires sociales de 1960 à 1966. Il est désigné membre suppléant de la commission mixte paritaire chargée de proposer un texte sur les dispositions du projet de loi d'orientation agricole en 1960. Parlementaire effacé, Omer Capelle ne dépose aucun rapport ou proposition de loi, ni n'intervient en séance publique. Il accorde les pleins pouvoirs au gouvernement en Algérie le 4 février 1960 et se prononce en faveur de la loi portant réforme des régimes matrimoniaux le 13 juillet 1965. 
Malade à partir de 1963, il cesse de se rendre régulièrement au Sénat et confie à son fils la gestion de l'exploitation familiale, tout en conservant cependant ses responsabilités comme membre du conseil supérieur de l'agriculture et président des caisses de crédit agricole du Santerre et du Roisel. La mort finit par l'emporter le 26 mai 1966 dans sa soixante-seizième année. Le président Gaston Monnerville prononce le 7 juin son éloge funèbre. 
Titulaire de la Croix de guerre 1914-1918 et de la Médaille militaire, Omer Capelle était chevalier de la Légion d'honneur et officier du Mérite agricole.